# Jon Prescott
Jon Prescott (Mountain View (Californië), 10 augustus 1981), geboren als John Prescott Metcalf, is een Amerikaans acteur.

## Biografie
Prescott werd geboren in Mountain View (Californië) maar groeide op in Portland (Oregon). Hij heeft gestudeerd aan de Emerson College in Boston.

## Filmografie

### Films
Uitgezonderd korte films.
- 2022 Framed by My Sister - als David
- 2021 Construction - als Aaron
- 2020 A Very Charming Christmas Town - als Sawyer Larsen
- 2019 A Brother's Honor - als Vidal
- 2019 Famous and Fatal - als Sam Austin
- 2018 Hometown Killer - als Charles
- 2018 Saving My Baby - als Travis
- 2018 The Wrong Daughter - als Joseph
- 2017 Sharing Christmas - als David
- 2016 Missed Connections - als Gavin
- 2015 Construction - als Aaron
- 2014 Parts Per Billion - als Jay
- 2013 Christmas in the City - als Tom Wolmack
- 2012 Maladies - als Prescott
- 2012 Holiday High School Reunion - als Craig
- 2011 The One - als Daniel
- 2010 Howl - als Neal Cassady
- 2007 Careless - als Jimmy
- 2006 The Holiday - als vriend van Maggie

### Televisieseries
Uitgezonderd eenmalige gastrollen.
- 2012 The Client List – Mark Flemming - 4 afl.
- 2012 River Ridge – Brad Rylan - 6 afl.
- 2011 Untitled Jersey City Project – Frank George - 5 afl.
- 2009 One Life to Live – Chad Driscoll - 3 afl.
- 2008 As the World Turns – Mike Kasnoff - 59 afl.
- 2006 Watch Over Me – Pete Weber - 6 afl.
- 2006 Outdoor Investigations – rol onbekend - 9 afl.

- Bibliothèque nationale de France: cb17120159n (data)
- Gemeinsame Normdatei: 1021997323
- International Standard Name Identifier: 0000 0003 6797 1592
- Library of Congress Control Number: no2012043337
- Système universitaire de documentation: 166273805
- Virtual International Authority File: 233520031
- WorldCat: E39PBJcrgPQJ3GDQcG8Q3TpVmd